# Чемпіонат Франції з тенісу 1903
Чемпіонат Франції з тенісу 1903 — 13-й розіграш Відкритого чемпіонату Франції. З цього року матчі турніру почали проводитися у 5-сетовому форматі. Макс Декюжі здобув перемогу в чоловічому одиночному і парному (разом із Ж. Вортом) розрядах. Переможницею жіночого одиночного розряду стала Адін Массон, а Елен Прево та Р. Форбс захистили свій титул у міксті.

## Дорослі

### Чоловіки, одиночний розряд
Макс Декюжі переміг у фіналі  Андре Вашеро 6-1, 9-7, 6-8, 6-1

### Жінки, одиночний розряд
Адін Массон перемогла у фіналі  Кейт Жиллу 6-0, 6-8, 6-0

### Чоловіки, парний розряд
Макс Декюжі /  Ж. Ворт перемогли у фіналі пару  Андре Вашеро /  Марсель Вашеро (знялися за рахунку 8-6, 6-4)

### Змішаний парний розряд
Елен Прево /  Р. Форбс